# Каллен, Питер
Пи́тер Ка́ллен (англ. Peter Cullen; род. 28 июля 1941, Монреаль, Квебек) — канадский актёр озвучивания и телевидения. Наиболее известен зрителю озвучиванием диснеевского ослика Иа-Иа (с 1988 по 2009 год) и трансформера Оптимуса Прайма (1984 — настоящее время).

## Биография
Питер Каллен родился 28 июля 1941 года (по другим данным — 1 декабря 1944 года) в Монреале. Отец — Генри Л. Каллен, мать — Мюриэль Маккэн, брат — Ларри Каллен, капитан Корпуса морской пехоты США (ум. 2011), сестра — Михаэла Томлинсон.
В 1963 году окончил Национальную театральную школу Канады, став одним из первых выпускников этого заведения. Впервые на телеэкранах появился в 1967 году, исполнив роль Командора Би Би Латука в сериале «Приятели», с конца 1970-х годов озвучивает мультфильмы. В 2006 году подписал контракт с Paramount Pictures, обязуясь озвучить Оптимуса Прайма в трёх следующих фильмах; начал писать автобиографию. За озвучивание трансформера Оптимуса Прайма Каллен в 2011 году номинировался на Дневную премию «Эмми», но не получил награды. С 2011 года голос актёра (Оптимус Прайм) звучит в аттракционах англ. Transformers: The Ride.
У Питера Каллена трое детей: Клэй (стал каскадёром), Клэр и Пилар.

## Избранные работы (озвучивание)

### Мультфильмы
- 1979 — Скуби и Скрэппи-Ду / Scooby-Doo and Scrappy-Doo — второстепенные персонажи
- 1982 — Песня Хейди[англ.] / Heidi’s Song — Граффл
- 1983—1985 — Подземелье драконов / Dungeons & Dragons — Венджер (в двадцати шести эпизодах)
- 1984 — Вольтрон — защитник Вселенной / Voltron: Defender of the Universe — Коран / король Альфор / рассказчик за кадром (в ста двадцати двух эпизодах)
- 1984—1985 — Элвин и бурундуки[англ.] / Alvin and the Chipmunks — второстепенные персонажи (в двадцати трёх эпизодах)
- 1984—1986 — Яркая Радуга / Rainbow Brite — Марки Дисмал / другие персонажи (в тринадцати эпизодах)
- 1984—1987 — Трансформеры / The Transformers — Оптимус Прайм / Айронхайд (в семидесяти эпизодах)
- 1985 — Королева радуги и похититель звёзд / Rainbow Brite and the Star Stealer — лошадь Небесный танцор / Марки Дисмал / другие персонажи
- 1985 — 13 призраков Скуби-Ду / The 13 Ghosts of Scooby-Doo — Малдор-злодей (в двух эпизодах)
- 1985 — Война гоботов / Challenge of the GoBots — Спойлер / Танк / Пинчер (в четырёх эпизодах)
- 1986 — Гоботы: Битва Каменных лордов[англ.] / GoBots: Battle of the Rock Lords — Спойлер / Танк / Пинчер
- 1986 — Трансформеры / The Transformers: The Movie — Оптимус Прайм / Айронхайд
- 1987 — Джо-солдат: Настоящий американский герой[англ.] / G.I. Joe: The Movie — Зандар[англ.] / учёный
- 1987 — Утиные истории / DuckTales — братья Гавс / второстепенные персонажи (в восемнадцати эпизодах)
- 1987 — Настоящие охотники за привидениями / The Real Ghostbusters — доктор Разрушитель / полицейский (в одном эпизоде)
- 1987—1988 — Звезда отваги / BraveStarr — доктор Ватсон (в пяти эпизодах)
- 1987—1989 — Космический рыцарь и звёздные шерифы / Saber Rider and the Star Sheriffs — рассказчик за кадром / Рамрод / прочие персонажи (в пятидесяти одном эпизоде)
- 1988 — Медведь Йоги и вторжение космических медведей[англ.] / Yogi and the Invasion of the Space Bears — рейнджер Рубидо
- 1988, 1989 — Черепашки-ниндзя / Teenage Mutant Ninja Turtles — Смэш / грабитель / Наполеон (в двух эпизодах)
- 1988, 1990 — Приключения мишек Гамми / Disney’s Adventures of the Gummi Bears — Кервин-завоеватель / рыцарь / Гритти (в пяти эпизодах)
- 1988—1990 — Новые приключения Винни-Пуха / The New Adventures of Winnie the Pooh — Иа-Иа (в двадцати пяти эпизодах)
- 1989—1990 — Чип и Дейл спешат на помощь / Chip 'n Dale Rescue Rangers — второстепенные персонажи (в пятидесяти девяти эпизодах)
- 1990 — Чудеса на виражах / TaleSpin — Осьминог / капитан Морж (в одном эпизоде)
- 1990, 1993 — Том и Джерри. Детские годы / Tom & Jerry Kids — второстепенные персонажи (в двух эпизодах)
- 1990—1991 — Виджит спешит на помощь / Widget — Боб / Гдуну / Руни (в десяти эпизодах)
- 1991 — Маленький отважный паровозик Тилли / The Little Engine That Could — Пит
- 1991—1993 — Пираты тёмной воды / The Pirates of Dark Water — Мантус (в девятнадцати эпизодах)
- 1993 — Чокнутый / Bonkers — Снеговик / Мэки Макслайм (в трёх эпизодах)
- 1997 — Великое путешествие Пуха: В поисках Кристофера Робина / Pooh’s Grand Adventure: The Search for Christopher Robin — Иа-Иа
- 1999 — Винни-Пух: Время делать подарки / Seasons of Giving — Иа-Иа
- 2000 — Приключения Тигрули / The Tigger Movie — Иа-Иа
- 2001 — Волшебное Рождество у Микки: Запертые снегом в мышином доме[англ.] / Mickey’s Magical Christmas: Snowed in at the House of Mouse — Иа-Иа
- 2001—2002 — Мышиный дом / Disney’s House of Mouse — Иа-Иа (в семи эпизодах)
- 2002 — Винни-Пух: Рождественский Пух[англ.] / A Very Merry Pooh Year — Иа-Иа
- 2003 — Большой фильм про Поросёнка / Piglet’s Big Movie — Иа-Иа
- 2004 — Винни-Пух: Весенние денёчки с малышом Ру / Springtime with Roo — Иа-Иа
- 2004, 2005 — Megas XLR — Клаар / Занзоар (в двух эпизодах)
- 2005 — Винни и Слонотоп / Pooh’s Heffalump Movie — Иа-Иа
- 2005 — Винни-Пух и Слонотоп: Хэллоуин / Pooh’s Heffalump Halloween Movie — Иа-Иа
- 2007—2008 — Мои друзья Тигруля и Винни[англ.] / My Friends Tigger & Pooh — Иа-Иа (в двенадцати эпизодах)
- 2009 — Мои друзья Тигруля и Винни: Мюзикл волшебного леса / Tigger & Pooh and a Musical Too — Иа-Иа
- 2010—2013 — Трансформеры: Прайм / Transformers: Prime — Оптимус Прайм / Орион Пакс / Немезис Прайм[7] (в пятидесяти восьми эпизодах)
- 2013 — Трансформеры: Прайм — Охотники на чудовищ: Восстание Предаконов[англ.] / Transformers Prime Beast Hunters: Predacons Rising — Оптимус Прайм
- 2017 — Доктор Плюшева / Doc McStuffins — Иа-Иа (в эпизоде Into the Hundred Acre Wood!)

### Видеоигры
- 2007 — Трансформеры / Transformers: The Game — Оптимус Прайм
- 2007 — Трансформеры: Автоботы[англ.] / Transformers Autobots — Оптимус Прайм
- 2009 — Трансформеры: Месть падших[англ.] / Transformers: Revenge of the Fallen — Оптимус Прайм
- 2009 — Трансформеры: Месть падших: Автоботы[англ.] / Transformers Revenge of the Fallen: Autobots — Оптимус Прайм
- 2010 — Трансформеры: Битва за Кибертрон / Transformers: War for Cybertron — Оптимус Прайм
- 2011 — Трансформеры: Тёмная сторона Луны[англ.] / Transformers: Dark of the Moon — Оптимус Прайм
- 2012 — Трансформеры: Падение Кибертрона / Transformers: Fall of Cybertron — Оптимус Прайм
- 2012 — Трансформеры: Прайм[англ.] / Transformers: Prime — The Game — Оптимус Прайм

### Телевидение
- 1982 — Рыцарь дорог / Knight Rider — KARR (в одном эпизоде)
- 2009 — Рыцарь дорог / Knight Rider — KARR (в одном эпизоде)

### Широкий экран
- 1976 — Кинг-Конг / King Kong — Кинг-Конг (в титрах не указан)
- 1984 — Гремлины / Gremlins — могваи / гремлины
- 1987 — Хищник / Predator — Хищник
- 2007 — Трансформеры / Transformers — Оптимус Прайм[8]
- 2009 — Трансформеры: Месть падших / Transformers: Revenge of the Fallen — Оптимус Прайм[9]
- 2011 — Трансформеры 3: Тёмная сторона Луны / Transformers: Dark of the Moon — Оптимус Прайм
- 2014 — Трансформеры: Эпоха истребления / Transformers: Age Of Extinction — Оптимус Прайм
- 2017 — Трансформеры: Последний рыцарь / Transformers: The Last Knight — Оптимус Прайм
- 2018 — Бамблби / Bumblebee — Оптимус Прайм
- 2023 — Трансформеры: Восхождение Звероботов — Оптимус Прайм